# Derek Smith
Derek Ervin Smith (nacido el 1 de noviembre de 1961 en Hogansville, Georgia y fallecido cerca de la costa de Bermudas el 9 de agosto de 1996) fue un jugador y entrenador de baloncesto estadounidense que jugó nueve temporadas en la NBA. Con 2,00 metros de estatura, lo hacía en la posición de alero. Su hijo, Nolan, fue elegido en el Draft de 2011 por Portland Trail Blazers en la primera ronda.

## Trayectoria deportiva

### Universidad
Jugó durante cuatro temporadas con los Cardinals de la Universidad de Louisville, en las que promedió 13,9 puntos, 6,7 rebotes y 1,9 asistencias por partido. En 1980 se proclamó Campeón de la NCAA al vencer en la final a UCLA por 59-54. Al año siguiente fue elegido Jugador del Año de la Metro Conference, habiendo sido incluido en el mejor quinteto de la misma en sus tres últimas temporadas.

### Profesional
Fue elegido en la trigésimo quinta posición del Draft de la NBA de 1982 por Golden State Warriors, donde en su única temporada se vio relegado al banquillo por su entrenador, Al Attles, participando solo de 27 partidos en los que promedió 2,2 puntos.
Tras ser despedido, fue contratado por los San Diego Clippers, equipo que al año siguiente se trasladó a Los Ángeles, siendo precisamente en esa segunda temporada cuando consiguió la titularidad, acabando como el máximo anotador del equipo con 22,1 puntos por partido, a los que añadió 5,3 rebotes y 2,7 asistencias.
Tras una temporada más en los Clippers, que se perdió casi al completo por culpa de las lesiones, en el verano de 1986 fue traspasado, junto con Junior Bridgeman y Franklin Edwards a Sacramento Kings, a cambio de Larry Drew, Mike Woodson y dos futuras rondas del draft. En los Kings jugó dos temporadas completas, siendo la más destacada la primera de ellas, en la que promedió 16,6 puntos y 3,9 asistencias por partido.
Mediada la temporada 1988-89, fue despedido, y firmó una semana después como agente libre por Philadelphia 76ers. Allí dio minutos de descanso a Charles Barkley durante dos temporadas, hasta que fue cortado antes del inicio de la temporada 1990-91, en la que fichó por Boston Celtics, donde solamente jugó dos partidos antes de retirarse definitivamente.

### Entrenador
En la temporada 1995-96, fue contratado por los Washington Bullets como entrenador asistente.

## Estadísticas de su carrera en la NBA

### Temporada regular
| Temporada | Edad | Equipo                | Liga | P   | TIT | MIN  | TC  | TCA  | %TC  | 3P  | 3PA | %3P  | TL  | TLA | %TL  | R.OF. | R.DEF. | REB | ASIS | ROB | TAP | PER | FP  | PTS  |
| 1982-83   | 21   | Golden State Warriors | NBA  | 27  | 0   | 5.7  | 0.8 | 1.9  | .412 | 0.0 | 0.1 | .000 | 0.6 | 0.9 | .680 | 0.4   | 1.0    | 1.4 | 0.1  | 0.0 | 0.1 | 0.4 | 1.5 | 2.2  |
| 1983-84   | 22   | San Diego Clippers    | NBA  | 61  | 20  | 21.3 | 3.9 | 7.1  | .546 | 0.0 | 0.1 | .167 | 2.0 | 2.7 | .755 | 0.9   | 1.9    | 2.8 | 1.3  | 0.5 | 0.4 | 1.3 | 2.7 | 9.8  |
| 1984-85   | 23   | Los Angeles Clippers  | NBA  | 80  | 80  | 34.5 | 8.5 | 15.9 | .537 | 0.0 | 0.2 | .158 | 5.0 | 6.3 | .794 | 2.2   | 3.2    | 5.3 | 2.7  | 1.0 | 0.7 | 2.9 | 4.0 | 22.1 |
| 1985-86   | 24   | Los Angeles Clippers  | NBA  | 11  | 9   | 30.8 | 9.1 | 16.5 | .552 | 0.1 | 0.2 | .500 | 5.3 | 7.6 | .690 | 1.8   | 1.9    | 3.7 | 2.8  | 0.8 | 1.2 | 3.0 | 3.2 | 23.5 |
| 1986-87   | 25   | Sacramento Kings      | NBA  | 52  | 42  | 31.9 | 6.5 | 14.6 | .446 | 0.2 | 0.6 | .273 | 3.4 | 4.4 | .781 | 1.2   | 2.3    | 3.5 | 3.9  | 0.9 | 0.4 | 2.4 | 3.5 | 16.6 |
| 1987-88   | 26   | Sacramento Kings      | NBA  | 35  | 18  | 25.7 | 5.0 | 10.4 | .478 | 0.2 | 0.7 | .348 | 2.5 | 3.2 | .770 | 1.0   | 1.9    | 2.9 | 2.5  | 0.6 | 0.5 | 1.4 | 3.1 | 12.7 |
| 1988-89   | 27   | TOTAL                 | NBA  | 65  | 38  | 19.9 | 3.3 | 7.6  | .435 | 0.1 | 0.5 | .226 | 2.0 | 2.9 | .686 | 0.9   | 1.6    | 2.6 | 2.0  | 0.7 | 0.4 | 1.4 | 2.5 | 8.7  |
| 1988-89   | 27   | Sacramento Kings      | NBA  | 29  | 20  | 20.7 | 3.8 | 9.5  | .402 | 0.1 | 0.5 | .200 | 2.2 | 3.3 | .674 | 1.0   | 1.8    | 2.8 | 2.1  | 0.7 | 0.3 | 1.5 | 2.2 | 10.0 |
| 1988-89   | 27   | Philadelphia 76ers    | NBA  | 36  | 18  | 19.3 | 2.9 | 6.1  | .477 | 0.1 | 0.4 | .250 | 1.8 | 2.6 | .699 | 0.9   | 1.5    | 2.4 | 1.9  | 0.7 | 0.4 | 1.2 | 2.8 | 7.8  |
| 1989-90   | 28   | Philadelphia 76ers    | NBA  | 75  | 7   | 18.7 | 3.5 | 6.9  | .508 | 0.2 | 0.5 | .444 | 1.7 | 2.5 | .699 | 0.8   | 1.5    | 2.3 | 1.5  | 0.5 | 0.3 | 1.1 | 2.6 | 8.9  |
| 1990-91   | 29   | Boston Celtics        | NBA  | 2   | 0   | 8.0  | 0.5 | 2.0  | .250 | 0.0 | 0.5 | .000 | 1.5 | 2.0 | .750 | 0.0   | 0.0    | 0.0 | 2.5  | 0.5 | 0.5 | 0.5 | 1.5 | 2.5  |
| Total     |      |                       | NBA  | 408 | 214 | 24.1 | 5.0 | 10.0 | .499 | 0.1 | 0.4 | .294 | 2.8 | 3.7 | .753 | 1.2   | 2.0    | 3.2 | 2.1  | 0.6 | 0.4 | 1.7 | 3.0 | 12.8 |

### Playoffs
| Temporada | Edad | Equipo             | Liga | P  | MIN | TCA | TC | 3PA | 3P | TLA | TL | R.OF. | REB | ASIS | ROB | TAP | PER | FP | PTS | %TC  | %3P  | %FT  | MIN  | PTS  | REB | AST |
| 1988-89   | 27   | Philadelphia 76ers | NBA  | 3  | 48  | 9   | 14 | 0   | 0  | 1   | 2  | 2     | 7   | 3    | 1   | 0   | 6   | 9  | 19  | .643 |      | .500 | 16.0 | 6.3  | 2.3 | 1.0 |
| 1989-90   | 28   | Philadelphia 76ers | NBA  | 1  | 15  | 5   | 8  | 0   | 1  | 1   | 2  | 0     | 0   | 1    | 1   | 0   | 1   | 3  | 11  | .625 | .000 | .500 | 15.0 | 11.0 | 0.0 | 1.0 |
| 1990-91   | 29   | Boston Celtics     | NBA  | 10 | 86  | 9   | 21 | 0   | 1  | 11  | 14 | 2     | 9   | 5    | 3   | 1   | 8   | 20 | 29  | .429 | .000 | .786 | 8.6  | 2.9  | 0.9 | 0.5 |
| Total     |      |                    | NBA  | 14 | 149 | 23  | 43 | 0   | 2  | 13  | 18 | 4     | 16  | 9    | 5   | 1   | 15  | 32 | 59  | .535 | .000 | .722 | 10.6 | 4.2  | 1.1 | 0.6 |

## Fallecimiento
En el mes de agosto de 1996, se embarcó junto a su familia en un crucero organizado para aficionados de los Bullets y de los Washington Capitals. Junto con su compañero de equipo, Tim Legler, ofrecieron campus gratuitos a bordo. El día 9 de agosto, cuando el barco se encontraba cerca de la costa de Bermudas, rumbo de vuelta a Nueva York, en el transcurso de una fiesta sufrió un repentino ataque al corazón en presencia de varios compañeros de equipo. Durante 25 minutos los servicios médicos del crucero intentaron reanimarle sin éxito.